# Псеудоурбанизација
Псеудоурбанизација је један од процеса у урбаном простору који доводи до негативних ефеката по урбану околину. Представља „лажну” урбанизацију, тј. непланско и стихијско ширење градске зоне коју чине претежно емигранти из сеоских подручја. Псеудоурбанизација је посебно раширена у земљама у развоју (у Африци, Јужној Америци, Азији). Око милијарду људи на свету живи у насељима насталим процесом лажне урбанизације.
Фактори који доводе до псеудоурбанизације су најчешће потрага људи за бољим животом и послом. Досељеници насељавају рубове урбаних средина и стварају нова насеља која су у већини случајева изграђена неплански и без дозвола. Такве четврти су уобичајено пренасељене, без струје, воде и канализације, са високом стопом криминала и сиромаштва. У различитим деловима света ова нехигијенска насеља носе другачије називе - у Бразилу су то „фавеле”, у Венецуели „бариоси”, у Америци су познати као „сламови”, у Индији их називају басти или „бидонвил” у Француској.